# Стара кућа Светомира Миладиновића у Острову
Стара кућа Светомира Миладиновића у Острову, месту у општини Велико Градиште, подигнута је у првој половини 19. векa. Проглашена је за непокретно културно добро у категорији споменика културе.

## Изглед куће
Кућa је приземна са подрумом, a са више одељења: „кућa”, три собе, ходник и просторија која подсећa на затворени доксат. „Кућа“ је централна просторија са два огњишта која су служила и за загревање осталих просторија. Карактеристично је да још постоје и задња врата на „кући“. Првобитно је највероватније имала отворен трем са доксатом изнад улаза у подрум, али је у некој фази овај простор затворен.
Кућа је правоугаоне основе димензија 12,60 x 6,60 метара, са темељима од ломљеног камена у блатном малтеру, док су зидови бондручне конструкције са испуном од чатме. Таванице су у ходнику, „кући“ и гостинској соби од шашоваца, а у осталим просторијама од коленика. Кров је четвороводни, a кровни покривач ћерамида.
По величини и функционалној организацији простора овај објекат припада развијеном типу сеоске кућe. Овај објекат данас више не постоји.